# Amos (profeet)

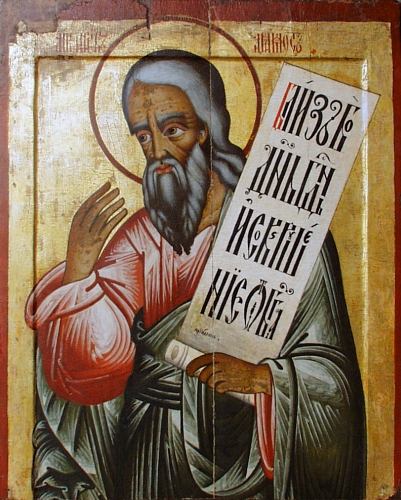
De profeet Amos, afgebeeld op een Russische icoon (ca. 1700-1725)

Aan de profeet Amos (Hebreeuws: עמוס, "drager" of "een last") wordt het gelijknamige boek Amos in de Hebreeuwse Bijbel toegeschreven dat het derde is in de serie zogenoemde Kleine profeten.

Volgens de gegevens over de koningen van Israël in het opschrift was Amos werkzaam in het midden van de achtste eeuw (760-750 v.Chr.). Amos was een schapenfokker en vijgenteler uit Tekoa, ongeveer 15 kilometer ten zuiden van Jeruzalem. Hoewel die plaats in Juda lag, blijken de woorden van de profeet vooral gericht tegen het noordelijke koninkrijk Israël. Velen nemen aan dat de tekst in zijn huidige vorm na een proces van redactionele bewerkingen tot stand is gekomen en dat de laatste bewerkingen afkomstig zijn van een Judese redacteur na de Babylonische ballingschap (na 539 v.Chr.).

Amos was een tijdgenoot van Jesaja , Micha en Hosea. Onder koning Jerobeam II bereikte het koninkrijk Israël het toppunt van welvaart, maar die ging gepaard met hebzucht, wellust, criminaliteit en afgoderij. In deze periode werd Amos geroepen om het volk te herinneren aan Gods vereiste van gerechtigheid en riep hij op tot bekering. Aangezien hij uit Juda kwam en profeteerde tegen het noordelijke koninkrijk Israël ontstonden er spanningen, die zich bijvoorbeeld uitten in het incident met Amasja, priester van Betel, die Amos bezweert Israël te verlaten en in Juda te gaan profeteren (Amos 7:10-17).

Amos is een donderpredikant. Zijn taal is die van een boer, gespierd en gekruid. Hij gebruikt vaak harde woorden en ruige beelden, ontleend aan de natuur en het boerenbestaan. Om vat te krijgen op zijn toehoorders stapelt hij de beelden soms opeen of herhaalt hij zijn gedachte.